# The Perilous Night
The Perilous Night (De Gevaarlijke Nacht) is een compositie van John Cage geschreven voor geprepareerde piano. De compositie kwam tot stand in de winter van 1943-1944, toen hij net van zijn vrouw Xenia was gescheiden. Alhoewel voor hetzelfde instrument geschreven als Bacchanale in het verschil hemelsbreed. Bacchanale is nog geschreven met de piano in het achterhoofd. The Perilous Night is duidelijk geschreven zonder terugblik op het basisinstrument, zonder de mogelijkheden van dat instrument uit het oog te verliezen. De klank van het instrument is geheel overgestapt op die van percussie-instrumenten. Het heeft veel weg van gamelanmuziek, of zelfs van harpmuziek, waarbij de snaren afgebonden zijn. De piano is zo bewerkt dat aanslaan van sommige toetsen een hihat-achtig geluid geven. Er is ook een overeenkomst met Bacchanale, de muziek bevat elementen van de minimal music.
Het is een soort suite of een reeks miniaturen, want een algemeen verband ontbreekt. De stemming is somber en eenzaam. Cage omschreeft het zelf als: The loneliness and terror that comes to one when love becomes unhappy. Het geheel bestaat uit zes losse deeltjes zonder titel waarvan de kortste korter duren dan een minuut. De grove indeling is als volgt: deel 1 (2:30), deel 2 (0:51), deel 3 (3:58), deel 4 (2:22), deel 5 (0:36) en deel 6 (3:40). Deel 6 is het meest percussief.
Een van de eerste uitvoeringen van het werk vond plaats op 5 april 1944, een avond die bestond uit ballet – concert – ballet; dit werk zat in het concertgedeelte. Op die avond werd alleen muziek van Cage gespeeld, Merce Cunningham verzorgde de choreografie voor de balletgedeelten.

## Discografie (selectie)
- Uitgave Mode Records: Philipp Vandré, piano
- Uitgave MDG: Steffen Schleiermacher
- Uitgave Wergo: Joshua Pierce
- Uitgave Col Legno: Markus Hinterhausen
- Uitgave New Albion: Margaret Leng Tan